# Eva Broklová
Eva Broklová (6. března 1939 Praha – 10. března 2020 Praha) byla česká historička, specializovaná na období československé první republiky.

## Život
Po absolvování studia historie a češtiny na Filozofické fakultě Univerzity Karlovy v Praze pracovala na Ministerstvu zahraničních věcí.
Ambici vědecké aspirantury přerušily události let 1968–1969, kdy musela na počátku normalizace z politických důvodů z oboru odejít, a následujících dvacet let byla zaměstnána ve Výzkumném ústavu železničním, vedle toho dělala práci redaktorky.
V roce 1990 nastoupila jako vědecká pracovnice do nově zřízeného Ústavu pro soudobé dějiny ČSAV, po dvou letech přešla na Fakultu sociálních věd UK a od roku 1996 působila v Masarykově ústavu AV ČR, kde setrvala do roku 2009, nejprve ve funkci zástupkyně ředitele, později jako ředitelka. V letech 2009 až 2020 působila jako předsedkyně Masarykovy společnosti.
Přednášela na Vysoké škole evropských a regionálních studií v Českých Budějovicích a na Filozofické fakultě Univerzity Hradec Králové. Byla členkou několika vědeckých grémií.

## Výběr z díla
- Československá demokracie. Politický systém ČSR 1918–1938. Praha: Sociologické nakladatelství (SLON), 1992.
- Politická kultura německých aktivistických stran v Československu 1918–1938. Praha: Karolinum, 1999.
- Prezident Republiky československé. Instituce a osobnost T.G. Masaryka. Praha: Masarykův ústav AV ČR, 2001.
- Agrárníci, národní demokraté a lidovci ve druhém poločase první Československé republiky. Praha : Masarykův ústav a Archiv AV ČR, 2008. (s J. Tomešem a M. Pehrem)
- Antonín Švehla. Tvůrce společenského systému. Praha : Academia, 2017.